# 시르다리야주 (러시아 제국)

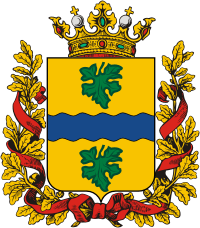
시르다리야주의 문장

시르다리야주의 지도

시르다리야주(러시아어: Сырдарьинская область)는 1867년부터 1917년까지 존재했던 러시아 제국의 주로 주도는 타슈켄트이며 면적은 504,700km2, 인구는 1,478,398명(1897년 기준)이다. 현재의 카자흐스탄과 우즈베키스탄에 걸쳐 있었다.